# Chevalier bienfaisant de la Cité sainte
Chevalier bienfaisant de la Cité sainte, désigné par le sigle CBCS, est un grade du Rite écossais rectifié, l'un des rites pratiqués au sein de la franc-maçonnerie, établi par Jean-Baptiste Willermoz lors du Convent des Gaules de 1778. Le Régime écossais rectifié présente une organisation hiérarchisée et structurée qui culmine en un ordre intérieur, aussi nommé Ordre des C.B.C.S., en référence au grade pratiqué.

## Histoire

### Le baron von Hund
Le 24 juin 1751, le baron de Carl Gotthelf von Hund (1722-1776) fonde à Dresde en Allemagne une maçonnerie chevaleresque ayant pour finalité la restauration de l’ordre du Temple - ordre religieux et militaire issu de la chevalerie chrétienne du Moyen Âge, dont les membres étaient appelés les Templiers. Le système, nommé Stricte observance templière (SOT), est alors composé de sept grades : apprenti, compagnon, maître, maître écossais, novice, chevalier du Temple et chevalier Profès. Von Hund veut reconstituer les anciennes provinces templières et voit en les loges françaises, avec lesquelles il noue d'étroits contacts, un potentiel de développement. En 1773, une vingtaine d'années après la création de la Stricte observance templière sont installés les directoires des provinces templières de Bourgogne (à Strasbourg), d’Auvergne (à Lyon) et d’Occitanie (à Montpellier).

### Jean-Baptiste Willermoz

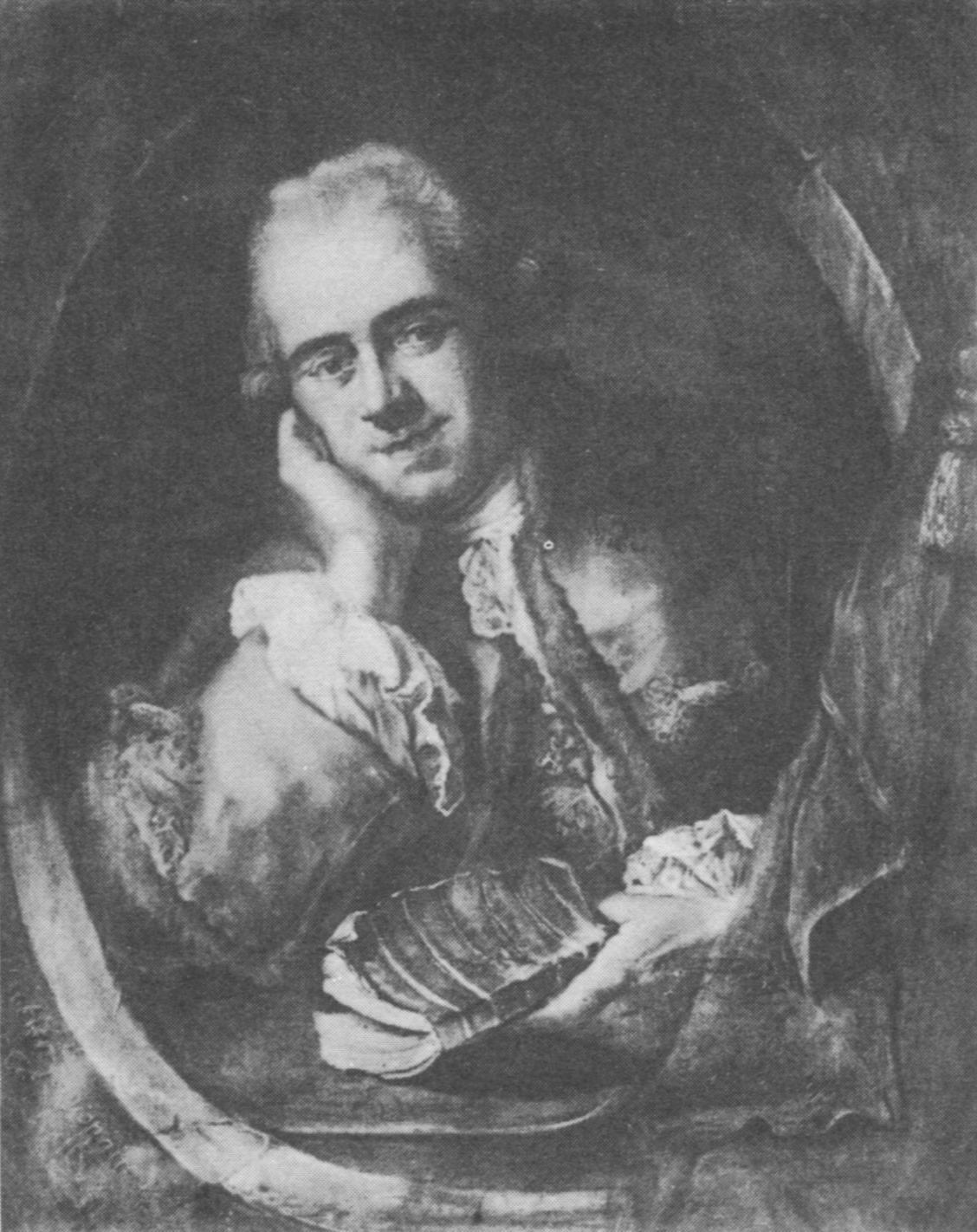
Jean-Baptiste Willermoz

Jean-Baptiste Willermoz, franc-maçon lyonnais initié à l’âge de 20 ans, rencontre en 1767 Martinès de Pasqually, thaumaturge et fondateur de l'ordre des chevaliers-maçons appelé Élus Coëns de l'univers. Il est séduit par la personne et sa doctrine et s'engage à ses côtés comme l’un de ses disciples. Il participe à l'expansion du rite initiatique appartenant au mouvement illuministe en introduisant celui-ci à Lyon. Il devient également chancelier de la province d’Auvergne de la Stricte observance templière. En 1778, Willermoz est conscient de la nécessité de réformer l'ordre maçonnique au niveau de sa dénomination, de son code et règlements généraux, de ses rituels, etc., afin d'adapter celui-ci à l'évolution de la société. Ainsi, il va être le principal protagoniste avec Jean de Turckheim du « renouvellement de l’Ordre » et de la création du Régime écossais rectifié.

### Le Convent des Gaules
Le Convent des Gaules se tient à Lyon du 25 novembre au 10 décembre 1778. La question du titre de Chevalier bienfaisant de la Cité sainte est introduite au cours de la première séance du convent. Celui-ci, après huit séances de débats, ratifie alors le « Code maçonnique des Loges réunies et rectifiées » et le « Code des Chevaliers bienfaisants de la Cité sainte ». Cet entérinement fonde, dans le berceau de la Stricte observance templière, le Régime écossais rectifié. Les décisions du Convent de Lyon seront confirmées en 1782 par celui de Wilhelmsbad.

## Aspects du grade
Le maçon rectifié, après avoir parcouru les quatre degrés du parcours maçonnique (apprenti, compagnon, maître et maître écossais de saint André), peut éventuellement accéder à l'ordre intérieur du régime rectifié, également appelé « Ordre des Chevaliers bienfaisants de la Cité sainte ». L'accession se fait en deux étapes :
- Écuyer novice (étape temporaire d'une ou deux années à l'issue de laquelle le candidat est armé chevalier s'il en est jugé digne, ou remis dans la classe maçonnique dans le cas contraire),
- Chevalier bienfaisant de la Cité sainte (en théorie, qualité chevaleresque plus que grade maçonnique).

Au sein des différents grands prieurés de l'Ordre, les Écuyers novices sont invités à travailler pendant un à deux ans selon deux axes de recherche :
- leur engagement futur en tant que Chevalier bienfaisant de la Cité sainte, et notamment l'étude de la profession de foi qu'ils devront contracter,
- le travail personnel sur le blason, le nom d'ordre et la devise correspondante.

Cette période de deux années maximum est prévue par le code des Chevaliers bienfaisants de la Cité sainte. À l'issue de cette période probatoire, l’écuyer novice est soit armé Chevalier bienfaisant de la Cité sainte, soit il reste au grade de maître écossais de saint André.

## Voir Aussi